# Soul II Soul
A Soul II Soul egy brit együttes, mely 1988-ban alakult Londonban. Legismertebb daluk az angol slágerlistás, és amerikai Top5 helyezést elért Back to Life (However Do You Want Me) című dal, valamint a Keep On Moving című dal, mely 5. helyezett volt az Egyesült Királyság kislemezlistáján, és 11. az Egyesült Államokban. Két Grammy-díj tulajdonosai, és ötször jelölték a Brit Awards díjkiosztón, két alkalommal a legjobb brit együttesnek járó díjat nyerték meg.

## Karrier

### 1988 – 1989 A kezdetek
A zenekar kezdetben, megalakulásuk előtt a Jazzie B által működtetett sound system DJ-ként hívta fel a figyelmet, többnyire az éjszakai életben tevékenykedve a londoni Africa Centerben.
1988-ben a hivatalos felállás: Jazzie B, Caron Wheeler, Doreen Waddel, Rose Windross, Daddae, Aitch B és Jazzie Q. A csapat első kislemeze a "Fairplay" volt, melyben Rose Windross énekelt, az Africa Centerben került rögzítésre. A dal az Egyesült Királyság kislemezlistáján a 63. helyezett volt, míg a "Feel Free" című következő kislemezük, melyben Doreen énekel, a 64. helyezést érte el.
A 90-es években a heti klubéjszakák egyre népszerűbbé váltak a dél-londoni Brixtonban lévő The Fridge nevű night klubban. A csapat a helyszínen próbálgatta zenei kompozíciót a "Funky Dredd" eklektikus keverékével együtt, így a tematikus klub klasszikusok egyesítették a brit, az afrikai és afro-amerikai stílusokat. Egy éjszakán 1988-ban az NWA nevű hip-hop csapat is házigazdája volt a klubnak, akik rövidesen az Egyesült Királyságban népszerűsítették debütáló "Straight Outta Compton" című albumukat.
Jazzie B és a csapat több tagja is bekapcsolódott a helyi kalóz rádióállomás mozgalomba. Jazzie B-nek még műsora is volt a KISS FM rádióállomáson.
1989 márciusában a csapat megjelentette sikeres "Keep on Movin'" című sikeres kislemezét, melyet Caron Wheeleer énekelt. A dal világszerte sikeres lett, és több mint egymillió  példányban kelt el az Egyesült Államokban. A következő hónapban megjelent a csapat első albuma, a Club Classics Vol. One című, melyből világszerte több mint 4.000.000 példányt adtak el. A csapat sikere töretlen volt, megjelent a "Back to Life" című kislemez, mely az Egyesült Királyság kislemezlistájának élén landolt. A csapat megkapta első Grammy-díját a legjobb R&B előadó kategóriában 1990-ben.
1989 végén Waddell és Windross távoztak a csapatból. Marcia Lewis, Jazzie B unokatestvére csatlakozott a csapathoz, majd megjelent a "Get a Life" című kislemez, melyben Lewis énekelt. A dal 3. helyezett volt a brit kislemezlistán. A kislemezből több mint 60.000 példány kelt el az Egyesült Királyságban. Lewis a Top of the Pops adásban debütált Wheeler és Jazzie B mellett a dal népszerűsítésekor.

### 1990 – Volume II. A New Decade
1990 elején Wheeler távozott a csapatból, és folytatta szólókarrierjét. A csapatba korábbi énekeseket szerződtetett, így Kym Mazelle, Lamya és Victoria Wilson-James egy rövid ideig az együttes tagjai voltak. Az új hivatalos felállással a csapat kiadta második stúdióalbumát, a A Vol. II: 1990 – A New Decade címűt, mely az 1. helyezett volt a brit albumlistán.
Az album második kislemeze a Dreams a Dream volt, melyben Victoria Wilson James vokálozott, sikeres volt a slágerlistákon. Az album harmadik kislemeze a "People" melyben Lewis énekelt, mérsékelt siker volt, de sikeres volt a dance listákon. Az album  utolsó kislemeze a "Missing You", melyben Kym Mazella énekelt, és szintén előkelő pozíciót szerzett a slágerlistán. A 90-es évek közepén a csapat az Egyesült Királyságban turnézott. Az egyik turnéról felvétel is készült, melyet  "A New Decade: Live from Brixton Academy" címmel jelentettek meg 1990 szeptemberében. A turné befejezése után Wilson-James, Mazelle, és Lewis is távozott a csapatból, és egyéni karrierjükre koncentráltak.

### 1991–1993: Volume III Just Right és az új felállás
1991-ben a harmadik album felvételeire Jazzie B vendégénekeseket toborzott, így került a csapatban Richie Stephens, Kofi, Penny Ford, Rick Clarke, valamint Caron Wheeler újból csatlakozott a csapathoz az album felvételeinek idejére.
1992 áprilisában megjelent a csapat harmadik stúdióalbuma, melyről a vezető kislemez a "Joy" volt, melyben Stephens énekelt. A dal nagy siker volt a slágerlistákon. A következő dal, a "Move Me No Mountain", melyben Kofi vokálozott, csak mérsékelt siker volt, ám az album eladását számát nem befolyásolta nagyon. Azonban a harmadik "Just Right" című kislemeznek sem sikerült az áttörés.
1993-ban turnéra indult az együttes, majd megjelent a legnagyobb slágereiket tartalmazó válogatásalbum, a "Volume IV The Classic Singles 88-93" című lemez. Az albumra került egy új dal, a "Wish", melyben Melissa Bel énekelt.

### 1994–1997: Volume V Believe – újbóli változások
1994-ben a Soul II Soul negyedik albumának felvételeire koncentrált, melyhez Wheeler ismét csatlakozott, és elkötelezte magát a közelgő album felvételeire. A felvételek során Wheeler és Jazzie B kreatív nehézségekkel küzdött az album készítése során, melynek az lett a következménye, hogy Wheeler ismét távozott a csapatból a "Love Enuff" felvétele közben. A csapat énekesnő nélkül maradt, így Jazzie B ismét énekeseket keresett, így került a csapatba Penny Ford, aki a "Move Me No Mountain" című dal háttér énekese volt, most ismét a csapat tagja lett. Charlotte Kelly a csapat előző turnéján részt vett háttérénekesként, most kérték, hogy csatlakozzon hozzájuk. Melissa Bell és Lamya szintén szerepeltek a következő stúdióalbumon.
1995 januárjában a Soul II Soul és Isaac Hayes a "Taratata" nevű francia tv műsorban előadták a "Papa Was a Rolling Stone" című dalt, majd júniusban megjelent a "Love Enuff" című kislemez, melyben megőrizték Wheeler énekhangját, melyet Penny Ford énekelt. A csapat fellépett a Top of the Pops című műsorban, ahol Ford énekelt. 1995 augusztusában pedig megjelent a 4. stúdióalbum, a "Volume V Believe" című, majd az album második kislemeze az "I Care" melyben Charlotte énekel. A dal 17. helyezett volt a brit kislemezlistán.
1997 augusztusában megjelent az 5. stúdióalbum, a Time for Changes, és a "Represent" valamint a "Pleasure Dome" című dalok.

### 1998-2006 A csapat feloszlása, és utóhatások
1998-ban a csapat hivatalosa is feloszlott. A tagok egyéni szólókarrierbe kezdtek, és számos tag, köztük Wilson-James, Mazelle, Lamya és Kelly is szólóalbumokat jelentettek meg. 1999-ben megjelent Kelly debütáló albuma, melyről kimásolt "Skin" című dala a dance slágerlistán az 1. helyezést érte el. A csapat gyakran összeállt, és néhányszor felléptek.
2002 márciusában Doreen Waddel, aki a csapat elhagyása után Hove-ban élt, 36 éves korában autóbalesetben elhunyt. 2002 júliusában Lamya megjelentette önálló albumát Learning from Falling címmel, melyről kimásolt "Empires (Brint Me Men)" című dala 1. helyezett volt a dance slágerlistán.

### 2007-2012 Újraegyesülés
2007-ben a csapat fellépett a Lovebox fesztiválon, melyet Londonban, a Victoria Parkban tartottak. Az együttes Wheelerből, Jazzie B-ből, Aich B-ből állt, és csatlakozott hozzájuk MC Chickaboo is. 2008 decemberében a BBC Radio 4 műsort készített az együttesről. 2009  januárjában Lamya hirtelen szívrohamban meghalt.
A Soul II Soul Caron Wheeler együtt Ausztráliában turnézott 2009 februárjában, ahol a Sydney melletti Playground Weekender fesztiválon léptek fel, majd a Yasalam ingyenes koncertjén szerepeltek, melyek a 2009-es Formula ITM Etihad Airways Abu Dhabi Grand Prix ünnepségekkel volt összefüggésben.
2010-ben a Soul II Soul újra összeállt, Jazzie B, Caron Wheeler, Rose Windross, Kym Mazelle, Charlotte Kelly, Aitch B és MC Chickaboo-val, és 2011 végéig turnéztak. A turné után Kelly és Wheeler felváltva énekeltek a csapatban, majd 2012 júniusában a Soul II Soul megkapta a PRS Heritage Plaque kitüntetést. Az eseményen Jazzie B. Wheeler, Daddae, Mazelle, Kelly és Aitch B voltak jelen, akik a kitüntetés után felléptek az ünnepségen. 2012 augusztusában az együttes fellépett a Channel 4 House Party-ján, majd decemberben előadták a "Keep on Movin'" és "Back to Life" dalokat a  Later... with Jools Holland című televíziós műsorban. A dalokat Caron Wheeler énekelte, akivel eredetileg is a felvételek készültek. A csapat megerősítette, hogy új albumon dolgoznak.

### 2013 – jelenleg is
2013 áprilisában Jazzie B és Charlotte Kelly elindította Soul II Soul 'Classic' nevű kollekcióját Harvey Nichols-ban, Londonban. A kollekcióban pólók, pulóverek találhatóak, a Soul II Soul Funky Dred logójával. Ebben az évben Kelly ismét távozott az együttesből, és Wheeler csatlakozott újra a csapathoz. 2014-ben az együttes fellépett a Lovebox fesztiválon.
2016-ban a Soul II Soul megjelentette a "A New Day" című kislemezét, melyben Jazzie B és Louie Vega közreműköüdött Wheeleer mellett. 2016. december 9-én megjelent az "Origins: The Roots of Soul II Soul" című live-album.
2017 májusában a Soul II Soul Wheeler és Charlotte Kelly énekesnőkkel együtt fellépett az Electric Brixton nevű night klubban, majd a csapat a Jools' Annual Hootenanny című Tv műsorban szerepelt szilveszter este.
2017. augusztus 28-án Melissa Bell meghalt veseelégtelenségben.

## Diszkográfia

### Stúdióalbumok
- Club Classics Vol. One (1989)
- Vol. II: 1990 – A New Decade (1990)
- Volume III: Just Right (1992)
- Volume V: Believe (1995)
- Time for Change (1997)

## Díjak, jelölések
(American Music Awards)
| Év   | Jelölt                                | Díj                         | Eredmény |
| ---- | ------------------------------------- | --------------------------- | -------- |
| 1990 | Keep on Movin                         | Kedvenc Soul/R&B dal        | Jelölve  |
| 1990 | Soul II Soul                          | Kedvenc Soul/R&B együttes   | Jelölve  |
| 1990 | Soul II Soul                          | Kedvenc Soul/R&B New előadó | Jelölve  |
| 1990 | Soul II Soul                          | Új kedvenc dance előadó     | Jelölve  |
| 1990 | Back to Life (However Do You Want Me) | Kedvenc Dance dal           | Jelölve  |

 (BRIT Awards)
| Év   | Jelölt                                | Díj                      | Eredmény |
| ---- | ------------------------------------- | ------------------------ | -------- |
| 1990 | Club Classics Vol. One                | Legjobb brit album       | Jelölve  |
| 1990 | Back to Life (However Do You Want Me) | Legjobb brit dal         | Jelölve  |
| 1990 | Soul II Soul                          | Legjobb új brit együttes | Jelölve  |
| 1990 | Soul II Soul                          | Legjobb brit együttes    | Jelölve  |
| 1991 | Soul II Soul                          | Legjobb brit együttes    | Jelölve  |

 (Grammy Awards)
| Év   | Jelölt                                | Díj                            | Eredmény |
| ---- | ------------------------------------- | ------------------------------ | -------- |
| 1990 | Soul II Soul                          | Legjobb új előadó              | Jelölve  |
| 1990 | Back to Life (However Do You Want Me) | Legjobb R&B dal                | Elnyerte |
| 1990 | African Dance                         | Legjobb R&B hangszeres előadás | Elnyerte |
| 1993 | Moon                                  | Legjobb R&B hangszeres előadás | Jelölve  |

 (Juno Awards)
| Év   | Jelölt                                | Díj                   | Eredmény |
| ---- | ------------------------------------- | --------------------- | -------- |
| 1991 | Back to Life (However Do You Want Me) | Az év nemzetközi dala | Jelölve  |

 (Soul Train Music Awards)
| Év   | Jelölt        | Díj                                 | Eredmény |
| ---- | ------------- | ----------------------------------- | -------- |
| 1990 | Keep on Movin | A legjobb együttes R&B/Urban Albuma | Elnyerte |
| 1990 | Keep on Movin | Az év legjobb R&B/Urban dala        | Elnyerte |
| 1990 | Keep on Movin | A legjobb R&B/Urban dal             | Elnyerte |
| 1990 | Soul II Soul  | A legjobb új R&B/Urban előadó       | Jelölve  |

## Tagok
| - Jazzie B – ének, háttérének, lemezjátszók (DJ), rapper, producer, programok(1988–jelenleg is) - Caron Wheeler – ének (1988–1990), (1992), (1995), (2007–2010), (2013–jelenleg is) - Charlotte Kelly –ének (1994–1997), (2008), (2010–2013), (2017–present) - Ellen Blair – hegedű (1988–jelenleg is) - Gill Morley – hegedű (1988–jelenleg is) - Gota Yashiki – zenei programok (1988) - Nellee Hooper – producer, zenei programok(1988–1997) - Simon Law – producer, zenei programok(1988–1997) - Emma "S.E.L." Louise – háttérének (2007–2017) - Samantha Pennells – háttérének (2007–2017) - Jody Findley – háttérének (2007–2017) - MC Chickaboo – lemezjátszók (DJ), rapper (2007–2018) - Nadine Caesar – ének, háttérének (2018–jelenleg is) - Nikisha Reyes – háttérének (2018–jelenleg is) - Tanya Edwards – háttérének (2018–jelenleg is) | - Doreen Waddell – háttérének (1988) - Rose Windross – háttérének (1988), (2010–2011) - Jazzi Q – lemezjátszók (DJ) (1988–1990), (2012) - Aitch Bee – lemezjátszók (DJ) (1988–1995), (2007), (2012) - Nellee Hooper – producer (1988–1992) - Daddae – háttérének, lemezjátszók (DJ), rapper, producer, (1988–1995) - Marcia Lewis – háttérének (1989–1990) - Lamya Al-Mugheiry † – háttérének (1990) - Victoria Wilson-James – háttérének (1990) - Kym Mazelle – háttérének (1990), (2010–2011) - Penny Ford – háttérének (1992–1995) - Melissa Bell † – háttérének (1993–1995) |